# San Miguel (Putumayo)
San Miguel je rijeka u Kolumbiji, desna pritoka rijeke Putumayo. Pripada porječju rijeke Amazone.